# Regione di Samarcanda
La regione di Samarcanda (in usbeco: Samarqand viloyati) è una regione (viloyat) dell'Uzbekistan, situata nella parte centrale del paese nella valle di Zarafshan e confina per un breve tratto con il Tagikistan.

## Geografia antropica

### Suddivisioni amministrative
La regione è suddivisa in 14 distretti (tuman):

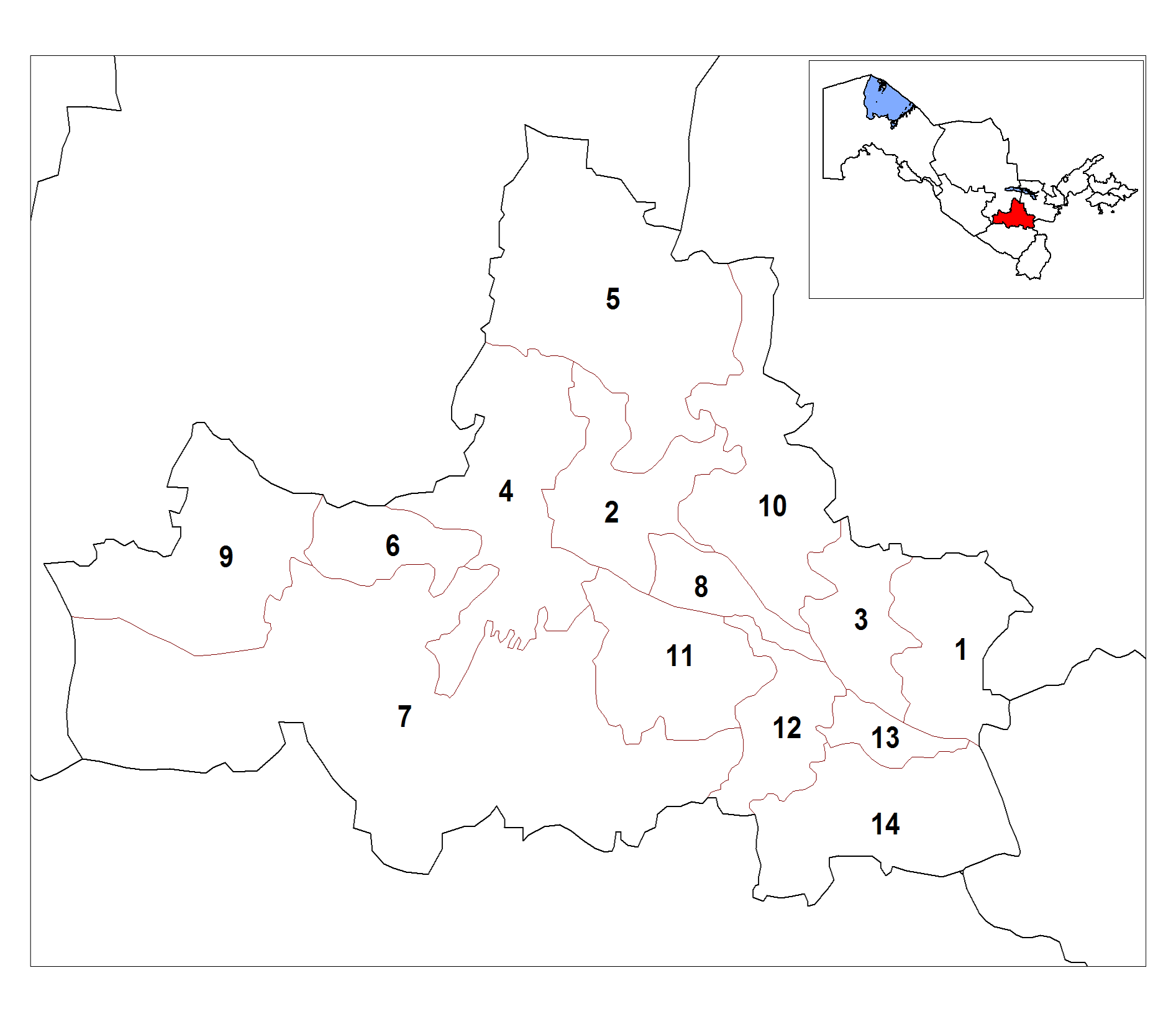
Distretti di Samarcanda

| N. | Distretto                | Capoluogo |
| -- | ------------------------ | --------- |
| 1  | Distretto di Bulungur    | Bulungur  |
| 2  | Distretto di Ishtikhon   | Ishtikhon |
| 3  | Distretto di Jomboy      | Jomboy    |
| 4  | Distretto di Kattakurgan | Paishanba |
| 5  | Distretto di Koshrabot   | Koshrabot |
| 6  | Distretto di Narpay      | Oqtosh    |
| 7  | Distretto di Nurobod     | Nurobod   |
| 8  | Distretto di Oqdarya     | Lais      |
| 9  | Distretto di Pakhtachi   | Ziadin    |
| 10 | Distretto di Payariq     | Payariq   |
| 11 | Distretto di Pasdargom   | Juma      |
| 12 | Distretto di Samarcanda  | Gulabad   |
| 13 | Distretto di Toyloq      | Toyloq    |
| 14 | Distretto di Urgut       | Urgut     |